# Sesto ed Uniti
Sesto ed Uniti é uma comuna italiana da região da Lombardia, província de Cremona, com cerca de 2.806 habitantes. Estende-se por uma área de 26 km², tendo uma densidade populacional de 108 hab/km². Faz fronteira com Acquanegra Cremonese, Annicco, Castelverde, Cremona, Grumello Cremonese ed Uniti, Paderno Ponchielli, Spinadesco.

## Demografia
| Variação demográfica do município entre 1861 e 2011                               |
|                                                                                   |
| Fonte: Istituto Nazionale di Statistica (ISTAT) - Elaboração gráfica da Wikipedia |